# Ferrari 857S

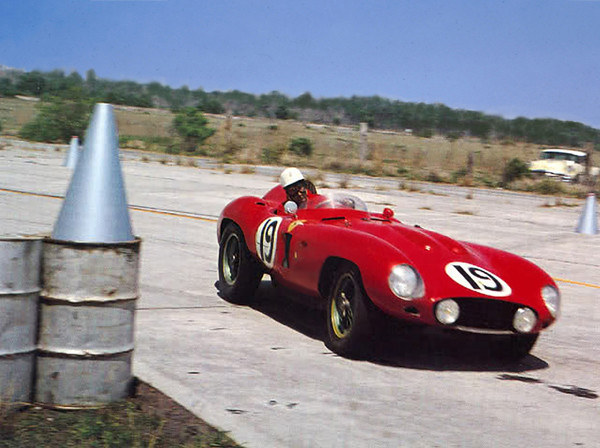
Alfonso de Portago im Ferrari 857S beim 12-Stunden-Rennen von Sebring 1956

Der Ferrari 857S war ein Rennsportwagen, den Ferrari 1955 baute und den die Scuderia 1955 und 1956 bei Sportwagenrennen einsetzte.

## Entwicklungsgeschichte
Als sich während der Sportwagen-Weltmeisterschaft-Saison 1955 herausstellte, dass die Ferrari 750 Monza gegen die Werkswagen von Mercedes-Benz so gut wie chancenlos waren, entschied die Teamleitung der Scuderia einen neuen Rennwagen zu bauen. Bei Scaglietti wurden drei Karosserien gebaut. Wie die 750 Monza hatten die 857S Einzelradaufhängungen an Doppelquerlenkern mit Schraubenfedern und Hebelarm-Stoßdämpfern. Der 4-Zylinder-Reihenmotor wurde überarbeitet und leistete bei 3,5 Liter Hubraum 280 PS.

## Renngeschichte
Die Werkswagen kamen nur selten zum Einsatz. Größte Erfolge waren der zweite Gesamtrang von Phil Hill und Olivier Gendebien beim 1000-km-Rennen von Buenos Aires 1956 und der dritte Gesamtrang von Eugenio Castellotti und Robert Manzon bei der Targa Florio 1955. Noch im selben Jahre wurde der 857S vom weit erfolgreicheren 860 Monza abgelöst.